# Gesvres-le-Chapitre
Gesvres-le-Chapitre – miejscowość i gmina we Francji, w regionie Île-de-France, w departamencie Sekwana i Marna.
Według danych na rok 1990 gminę zamieszkiwały 94 osoby, a gęstość zaludnienia wynosiła 22 osób/km² (wśród 1287 gmin regionu Île-de-France Gesvres-le-Chapitre plasuje się na 1056. miejscu pod względem liczby ludności, natomiast pod względem powierzchni na miejscu 732.).